# Hypericum sewense
Hypericum sewense är en johannesörtsväxtart som beskrevs av N. Robson. Hypericum sewense ingår i släktet johannesörter, och familjen johannesörtsväxter. Inga underarter finns listade i Catalogue of Life.